# Koroibos z Elidy
Koroibos z Elidy (klasyczna greka Κόροιβος Ἠλεῖος) – zwycięzca pierwszych odnotowanych panhelleńskich Igrzysk Olimpijskich w 776 r. p.n.e. w biegu krótkim – stadionie.
Pochodził z Elidy na zachodnim Peloponezie, z zawodu był kucharzem. Inskrypcja na jego nagrobku głosiła, że był on pierwszym zwycięzcą stadionu.